# Tx28-1272
Tx28-1272 – polski parowóz – tendrzak wąskotorowy na tor o rozstawie 750 mm, wyprodukowany w 1928 roku w Warszawskiej Spółce Akcyjnej Budowy Parowozów. Stanowił jedyny zbudowany parowóz typu Kujawy. Poprzednio nosił oznaczenia PKP D7-854, DRG 99 2527 i PKP Tx3-1272. Od 1961 roku został zaliczony do serii PKP Tx28. Służył do 1970 roku na PKP na różnych kolejach, po czym został  złomowany.

## Historia budowy
Pojedynczy parowóz tego typu o numerze fabrycznym 88 powstał w 1928 roku w Warszawskiej Spółce Akcyjnej Budowy Parowozów, na zamówienie Ministerstwa Spraw Wojskowych z 1927 roku, jako prototyp lokomotywy dla wojskowych kolei polowych, z możliwością pracy na torze o rozstawie 750 lub 600 mm (po przystosowaniu). Opracowany został we własnym biurze konstrukcyjnym zakładów. Typ ten oznaczano później jako Dn2t Kujawy, być może od sieci Kujawskich Kolei Wąskotorowych. Parowóz został ukończony w kwietniu 1928 roku i otrzymał wojskowy numer I-III 1001p. Z nieznanych bliżej powodów parowóz nie został odebrany przez wojsko, preferujące konstrukcje zagraniczne, natomiast zakupiły go Polskie Koleje Państwowe dla kolei kujawskich. Dalszych lokomotyw tego typu nie budowano.  Należy zaznaczyć, że projekt podobnej lokomotywy wojsko zamówiło także w Fabloku w Chrzanowie (późniejszy Tx26-427).

## Eksploatacja
Parowóz otrzymał na PKP pierwotnie oznaczenie D7-854 i służył na Kujawskich Kolejach Wąskotorowych, przechodząc naprawy okresowe w Krośniewicach. Podczas II wojny światowej został przejęty pod zarząd niemiecki i oznaczony według zasad DRG jako 99 2527. Po wyzwoleniu ponownie przejęty przez PKP, powrócił do eksploatacji na tej samej kolei. W 1947 roku został zaliczony według systemu oznaczeń PKP do zbiorczej serii Tx3, otrzymując oznaczenie Tx3-1272. W 1956 roku przeniesiony na kolej sochaczewską, a w 1959 do Białej Podlaskiej. Po zmianie systemu oznaczeń parowozów, w 1961 roku otrzymał ostateczne oznaczenie Tx28-1272, w serii Tx28, oznaczającej parowozy pochodzenia polskiego. 30 grudnia 1966 roku został przesłany na kolej mławską. Wobec nieopłacalności remontu stwierdzonej przy naprawie okresowej, został skreślony z inwentarza 17 maja 1970 roku, po czym złomowany.
| Numer fabryczny | Rok produkcji | Oznaczenia        | Oznaczenia  | Oznaczenia        | Oznaczenia    | Oznaczenia  | Los                 |
| Numer fabryczny | Rok produkcji | pierwotne MSWojsk | PKP do 1939 | DRG/PKP 1940-1947 | PKP 1947-1960 | PKP od 1961 | Los                 |
| --------------- | ------------- | ----------------- | ----------- | ----------------- | ------------- | ----------- | ------------------- |
| WSABP 88        | 1928          | I-III 1001p       | D7-854      | 99 2527           | Tx3-1272      | Tx28-1272   | skasowany w 1970 r. |

## Konstrukcja
Wąskotorowy tendrzak, o układzie osi D, z silnikami bliźniaczymi na parę nasyconą (Dn2t). Budka maszynisty z drzwiami połówkowymi po bokach. Parowóz w skrzyniach po bokach kotła przewoził 1,65 m³ wody, a w skrzyni za budką 1 t węgla. 
Kocioł płomieniówkowy, z miedzianą skrzynią ogniową (podczas naprawy głównej w 1960 roku wymienioną na stalową). Na kotle umieszczony zbieralnik pary i za nim piasecznica z napędem ręcznym, sypiąca piasek pod koła drugiej i trzeciej osi. W zbieralniku znajdowała się zaworowa przepustnica z napędem wewnątrz kotła. Na pokrywie zbieralnika pary zawory bezpieczeństwa typu Pop-Coale. Komin z bębnowym odiskiernikiem konstrukcji WSABP. Dymnica z okrągłymi drzwiami zamykanymi centralnym zamkiem. Zasilanie w wodę za pomocą dwóch inżektorów Friedmanna o wydajności 65 l/min. Parowóz wyposażony w eżektor z elastycznym wężem do uzupełniania wody ze zbiorników zewnętrznych.
Ostoja belkowa, o grubości belek 60 mm. Odsprężynowanie górne, za pomocą resorów płaskich, z czterema punktami podparcia. Pierwsze trzy osie były sztywne (drugi zestaw kołowy miał podtoczone obrzeża kół po 5 mm na stronę), a czwarta  miała przesuw boczny po 50 mm na każdą stronę, przez co parowóz mógł pokonywać łuki o promieniu 35 m.
Bliźniacze silniki parowe z suwakami płaskimi, napędzały trzecią oś poprzez jednoprowadnicowe krzyżulce i korbowody. Zastosowano mechanizm parorozdzielczy Heusingera z wodzidłem suwakowym i jarzmem kulisy systemu Huna oraz nawrotnicą dźwigniową. Do smarowania silników służył lubrykator, zamieniony w 1960 na smarotłocznię Friedmanna. Hamulec parowy oraz ręczny dźwigniowy, działające na wspólny wał, który hamował jednostronnie pierwsze trzy osie. Parowóz miał oświetlenie naftowe, w 1960 roku otrzymał oświetlenie elektryczne, zasilane z turbozespołu 24V, a w 1966 reflektory lustrzane.